# Micrathyria pseudhypodidyma
Micrathyria pseudhypodidyma is een libellensoort uit de familie van de korenbouten (Libellulidae), onderorde echte libellen (Anisoptera).
De soort staat op de Rode Lijst van de IUCN als kwetsbaar, beoordelingsjaar 2007.
De wetenschappelijke naam Micrathyria pseudhypodidyma is voor het eerst geldig gepubliceerd in 2002 door Costa, Lourenço & Viera.